# Estación Lanco
Lanco es una estación ubicada en la comuna chilena de Lanco, en la Región de Los Ríos, que es parte de la Línea Troncal Sur. La estación fue inaugurada en 1903 y fue cabecera del ramal Lanco-Panguipulli. Durante un periodo a inicios de la década de 2010 la estación fue usada para los servicios del Regional Victoria-Puerto Montt; pero actualmente no presenta servicios de pasaajeros.

## Historia

### Siglo XX
La estación Lanco fue construida dentro de los intereses de Chile de unir a la estación Victoria con la estación de Osorno. El tramo en particular construido que correspondió entre la estación Pitrufquén y la estación Antilhue fue originalmente diseñado en 1888, pero debido al fracaso de la compañía que estaba por construir el ferrocarril, no es sino hasta 1899 que la Dirección de Obras Públicas del Estado asigna la construcción de esta sección al ingeniero Eugenio Bobilier. La estación fue entregada en 1903.
La línea fue entregada en 1905, pero debido a retrasos causados por los desafíos del territorio, la línea férrea fue inaugurada el 11 de marzo de 1907 con servicios Santiago-Osorno. El 18 de octubre de 1923 se autorizan los trabajos para la construcción de la oficina telegráfica de la estación.
En 1938 la Empresa de Los Ferrocarriles del Estado hizo la contratación para la construcción de la bodega definitiva de la estación.
En 1940 se aprueba el proyecto de ley que autoriza la construcción del ramal Lanco-Panguipulli, que hasta entonces estaba planificado que llegase hasta Huellahué (42,3 km de extensión). Hasta la década de 1950 operó el subramal Lanco-Calafquén.
Durante finales de la década de 1990 se ubicó en el recinto estación un terminal de buses interprovinciales e interregionales; sin embargo la concesión terminó a inicios de la década del 2000 debido a baja rentabilidad.

### SigloXXI
En 2005 se remodeló la estación y el 6 de diciembre del mismo año se inauguró el Regional Victoria-Puerto Montt, entre las estaciones de Temuco y Puerto Montt. El 27 de marzo de 2006 se extendió el servicio a Victoria. Sin embargo, el servicio duró un par de años, y no fue renovado.
Durante un periodo de tiempo la infraestructura de la estación fue utilizada como un terminal de buses y el Departamento de Administración de Educación Municipal de la comuna de Lanco.
A 2015 el edificio se encontraba abandonado y su bodega arrendada a una empresa de reciclaje.
Durante la madrugada del 31 de octubre de 2019 la estación fue afectada por un incendio; la estación se hallaba abandonada. El incendio destruyó por completo el edificio de la estación. El 7 de diciembre de 2020 otro incendio afectó al patio donde se albergaban durmientes.

## Infraestructura
El recinto posee su edificio de la estación principal también así su bodega, una señal de aspas y un caballo de agua.